# Urdaneta
Urdaneta – miasto na Filipinach w regionie Ilocos, na wyspie Luzon. W 2010 roku liczyło 125 451 mieszkańców.